# Тополевское сельское поселение
Тополевское се́льское поселе́ние — муниципальное образование в Хабаровском районе Хабаровского края Российской Федерации. Образовано в 2004 году. 
Административный центр — село Тополево.

## Население
| 2010    | 2011    | 2012    | 2013    | 2014    | 2015    | 2016    |
| ------- | ------- | ------- | ------- | ------- | ------- | ------- |
| 11 289  | ↗11 328 | ↗11 571 | ↗11 642 | ↗11 759 | ↗12 048 | ↗12 315 |
| 2017    | 2018    | 2019    | 2020    | 2021    | 2024    | 2025    |
| ↗12 746 | ↗13 117 | ↗13 287 | ↘13 212 | ↘11 010 | ↘11 004 | ↗11 309 |

## Населённые пункты
В состав поселения входят 3 населённых пункта:
| № | Населённый пункт | Тип  | Население |
| - | ---------------- | ---- | --------- |
| 1 | Заозёрное        | село | ↘2074     |
| 2 | Матвеевка        | село | ↘2914     |
| 3 | Тополево         | село | ↗6022     |